# John Harsanyi
John Charles Harsanyi (en hongarès: Harsányi János) (Budapest, Hongria 1920 - Berkeley, EUA 2000) fou un economista hongarès, nacionalitzat estatunidenc, guardonat amb el Premi del Banc de Suècia de Ciències Econòmiques en memòria d'Alfred Nobel l'any 1994.

## Biografia
Va néixer el 29 de maig de 1920 a la ciutat de Budapest, capital d'Hongria. Va estudiar filosofia a la Universitat de Budapest, avui en dia anomenada Universitat Eötvös Loránd, on es va doctorar l'any 1943. Durant la Segona Guerra Mundial va exiliar-se a Austràlia, realitzant un postgrau en economia a la Universitat de Sydney l'any 1966. Posteriorment es traslladà als Estats Units d'Amèrica, on va realitzar un nou doctorat, aquest cop en economia, a la Universitat Stanford.
Professor de la Haas School of Business de la Universitat de Berkeley, morí a la ciutat de Berkeley, situada a l'estat nord-americà de Califòrnia el 9 d'agost de l'any 2000.

## Recerca econòmica
Va contribuir a la formulació de l'anomenada Teoria de jocs en matemàtiques desenvolupant l'anàlisi de jocs d'informació incompleta. Així mateix també va fer importants contribucions a l'ús d'aquesta teoria i del raonament econòmic en la filosofia moral i la política. L'any 1994 fou guardonat amb el Premi del Banc de Suècia de Ciències Econòmiques juntament amb John Forbes Nash i Reinhard Selten, per la seva anàlisi pionera d'equilibris en la teoria de jocs no cooperatius.